# St.-Annen-Kapelle (Trebbin)

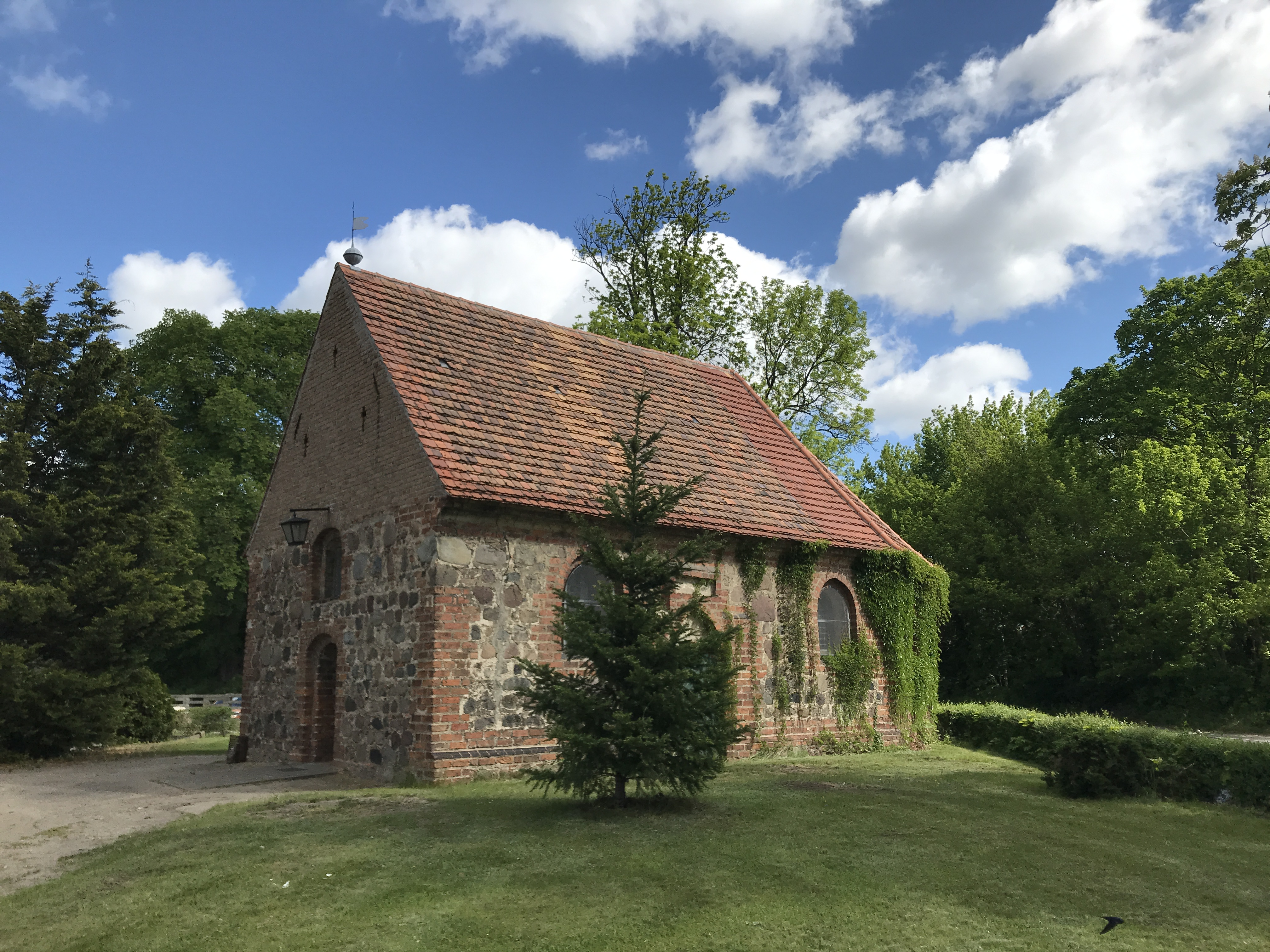
St.-Annen-Kapelle in Trebbin

Die St.-Annen-Kapelle, auch Annenkapelle oder Annakapelle ist das älteste, denkmalgeschützte Bauwerk in Trebbin, einer amtsfreien Stadt im Landkreis Teltow-Fläming in Brandenburg. Sie gehört zum Evangelischen Kirchenkreis Zossen-Fläming der Evangelischen Kirche Berlin-Brandenburg-schlesische Oberlausitz (EKBO).

## Lage
Das Bauwerk liegt außerhalb des historischen Stadtzentrums an der Bundesstraße 246, die von Süden aus dem Zentrum kommend an einer Kreuzung nach Osten verläuft. In der Verlängerung der B 246 führt die Berliner Straße nach Norden. Nordwestlich dieser Kreuzung steht die Kapelle inmitten eines Friedhofs, der mit einer Feldsteinmauer eingefriedet ist.

## Geschichte
Eine erste Erwähnung des im 21. Jahrhundert nicht mehr vorhandenen Annenhospitals in Trebbin stammt im Zuge einer Visitation aus dem Jahr 1575. Da die Kirche damals neben einem Hospital auch regelmäßig eine Kapelle baute, darf sie als Hospitalkapelle interpretiert werden. Für diese Funktion spricht auch die Benennung nach der Heiligen Anna, der Schutzpatronin der Kranken. Der Baustil weist wiederum auf die Entstehungszeit in der Spätgotik hin. Nach dem Handbuch der Deutschen Kunstdenkmäler, Band Brandenburg von 2000 entstand sie Anfang des 16. Jahrhunderts. In den Kunstdenkmälern des Kreises Teltow von 1941 wird sie mit Ende 15. Jahrhundert/Anfang 16. Jahrhundert datiert. Ein Flyer der Kirchengemeinde gibt als Entstehung das 14./15. Jahrhundert an. Nachdem sie über viele Jahrzehnte ungenutzt geblieben war, wurde sie von Kriminellen als Refugium genutzt. Im Ersten Weltkrieg erfolgte ab 1914 unter der Leitung des Berliner Architekten Bleue eine Instandsetzung der Kapelle, die sich bis in das Jahr 1922 hineinzog. Er gestaltete auch die Votivfenster. Bei den Umbauarbeiten öffnete er ein zuvor zugemauertes Fenster und ließ die Empore entfernen, die zu einer früheren Zeit eingebaut wurde. Weiterhin wurde der Fußboden erneuert. Er war defekt, nachdem einige darunter befindliche Grüfte eingestürzt waren. Seither wurde sie als Friedhofskapelle genutzt. Die Ausmalung nahm der Kirchenmaler Sandforth aus Berlin-Charlottenburg vor. Im Jahr 2000 untersuchten Archäologen das Bauwerk. Unter der Leitung von Stefan Pratsch wurden drei Gruben für Bestattungen, mehrere Scherben sowie Münzen aus dem Jahr 1794 entdeckt. Anschließend erfolgte eine Umgestaltung des Bauwerks, die seit dieser Zeit als Winterkirche und Begräbniskapelle genutzt wird.

## Baubeschreibung

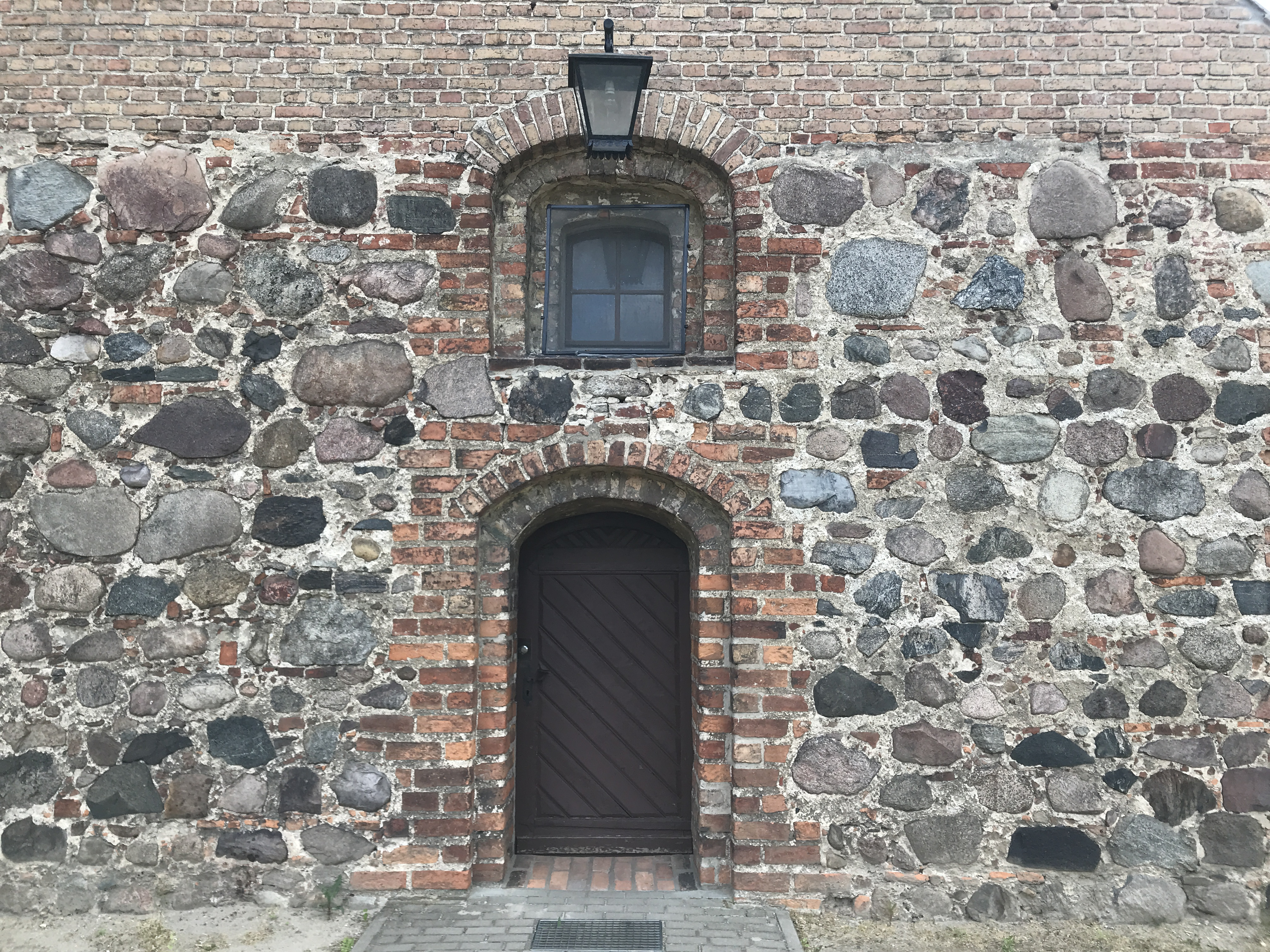
Westportal

Das Gebäude verfügt über einen rechteckigen Grundriss mit einem unregelmäßigen, dreiseitig geschlossenen Chor. Es wurde aus Feldsteinen errichtet. Die Gebäudeecken, die Giebel und die Fensteröffnungen entstanden aus roten Ziegelsteinen. An der Chornordwand ist ein großes, spitzbogenförmiges Fenster, während an der Chorsüdwand neben einem gleichartigen Fenster im nördlichen Bereich noch ein kleineres Rundbogenfenster war, das jedoch zugesetzt und verputzt wurde. Die Nordwand des Langhauses ist fensterlos. An der Südseite sind zwei große, spitzbogenförmige Fenster. Mittig ist eine spitzbogenförmige Blende, in die eine rundbogenförmige Tür eingelassen ist. Ein weiterer Zugang besteht von der Westseite aus. Hier ist ein rundbogenförmiges Portal, darüber ein rundbogenförmiges Fenster. Die Kapelle trägt ein schlichtes Satteldach mit einer Turmkugel auf der nördlichen Seite.
Im Innern befindet sich eine flache Balkendecke, die auf Konsolen ruht.

## Ausstattung
Von der ursprünglichen Ausstattung ist ein hölzernes, lebensgroßes Kruzifix aus dem Jahr 1525, eine Figur der Katharina von Alexandrien sowie eine Darstellung der Mutter Gottes mit Kind aus der ersten Hälfte des 16. Jahrhunderts erhalten geblieben. Die beiden Skulpturen schuf der Zwickauer Bildhauer Peter Breuer aus Lindenholz. Sie waren vermutlich Bestandteil eines Flügelaltars, ursprünglich farbig gestaltet und befinden sich im Jahr 2017 als Leihgabe im Haus der Brandenburgisch-Preußischen Geschichte in Potsdam. Die übrige Kirchenausstattung ist modern.
Die Schuke-Orgel stammt aus dem Jahr 1985. Das Gestühl stammt aus der Trebbiner Stadtkirche St. Marien.